# Október 5.
Október 5. az év 278. (szökőévben 279.) napja a Gergely-naptár szerint. Az évből még 87 nap van hátra.
Névnapok: Aurél + Apollinár, Attila, Atilla, Etele, Flamina,  Flávia, Fulvia, Galina, Pálma, Palmira, Peregrina, Petra, Placid, Szendile, Tulipán, Tullia

## Események
- 1598 – A magyar királyi sereg Mátyás főherceg és Pálffy Miklós vezetésével megkezdi a törökök által tartott Buda ostromát. A vállalkozás novemberben sikertelenül zárul.
- 1599 – Habsburg-monarchia és az Oszmán Birodalom megbízottai béketárgyalásokat folytatnak Helemba-szigetén (a Dunakanyar). A tárgyalások – kölcsönös engedmények híján – kudarcba fulladnak.
- 1600 – A firenzei dómban megtartják Medici Mária és IV. Henrik francia király – a vőlegényt megbízottja képviseli – esküvőjét.
- 1762 – Bécsben bemutatják Christoph Willibald Gluck „Orfeusz és Euridiké” c. operáját.
- 1789 – XVI. Lajost a felkelők Versailles-ból Párizsba költöztetik, a Nemzetgyűléssel együtt.
- 1793 – A francia Nemzeti Konvent (Convent National) elhatározza az új forradalmi naptár bevezetését, amely 1805. december 31-éig volt érvényes. Az év kezdete 1792. szeptember 22., a Köztársaság kikiáltásának napja. Az év 12 hónapból áll, melyek egységesen 30 naposak, így az év vége a Gergely-naptár szerint szeptember 16-ára esik. A különbség 5 (szökőévben 6 nap), ezek ünnepnapok, melyeket kezdetben „sans-culotte-napok”-nak neveztek.
- 1908 – Bulgária elszakad az Oszmán Birodalomtól, és deklarálja függetlenségét.
- 1918 – Zágrábban megalakul a Szlovének, Horvátok és Szerbek Nemzeti Tanácsa.
- 1919 – Norvégiában népszavazás dönt az alkohol-árusítás tilalma mellett.
- 1919 – Harry Hill Bandholtz amerikai tábornok megakadályozza a budapesti Nemzeti Múzeumnak a megszálló román hadsereg általi szervezett kirablását.
- 1921 – Megalakul a Nemzetközi PEN Club.
- 1925 – Megkezdődik a locarnói konferencia.
- 1937 – Franklin D. Roosevelt amerikai elnök chicagói úgynevezett „karanténbeszéde”.[1]
- 1938
  - Zsolnán megalakul az autonóm szlovák kormány.
  - Lemond Edvard Beneš, Csehszlovákia köztársasági elnöke.
- 1954 – A londoni egyezményben rendezik a Trieszti Szabad Terület kérdését; az A–zóna nagy része – a város is – Olaszországhoz kerül, a többi és a B–zóna Jugoszláviához.
- 1961 – Az ún. „berlini válság” hatására a honvédelmi miniszter – a 0037. számú parancsában – a második szolgálati évüket töltő sorállomány katonai szolgálati idejét határozatlan időre meghosszabbítja.
- 1968 – Az észak-írországi Derryben utcai harcok törnek ki a katolikus unionisták és protestáns lojalisták között.
- 1969 – Először kerül adásba a Monty Python műsora a BBC-n, a Monty Python Repülő Cirkusza.[2]
- 1983 – Lech Wałęsa megkapja a Béke Nobel-díjat.
- 1989
  - Tendzin Gyaco, a 14. dalai láma megkapja a Béke Nobel-díjat.
  - Megjelenik a Hócipő szatirikus kéthetilap első lapszáma.
  - George H. W. Bush amerikai elnök jóváhagyja a határozatot, amely e napot a Holokauszt hőse, a Világ Igaza Raoul Wallenberg emléknapjává nyilvánítja.
- 2000 – Belgrádban tömegdemonstráción követelik Slobodan Milošević lemondását.
- 2010 – Horvátországban lekapcsolták az utolsó analóg adót is, ezzel déli szomszédunk lett az első régiónkbeli ország, ahol kizárólag digitális műsorszórás történik.
- 2021 – Ekkor jelent meg a Windows 11 operációs rendszer.

## Sportesemények
Formula–1
- 1969 –  amerikai nagydíj, Watkins Glen - Győztes: Jochen Rindt  (Lotus Ford)
- 1975 –  amerikai nagydíj, Watkins Glen - Győztes: Niki Lauda  (Ferrari)
- 1980 –  amerikai nagydíj - Kelet, Watkins Glen - Győztes: Alan Jones  (Williams Ford)
- 2014 –  japán nagydíj, Suzuka Circuit - Győztes: Lewis Hamilton  (Mercedes)

## Születések
- 1520 – Alessandro Farnese itáliai bíboros, pápai legátus († 1598)
- 1640 – Madame de Montespan márkiné (sz. Françoise Athénaïs de Rochechouart de Mortemart), XIV. Lajos francia király szeretője († 1707)
- 1713 – Denis Diderot francia író, filozófus, enciklopédista, a Felvilágosodás képviselője († 1784)
- 1717 – Horace Walpole angol író, horror-történetek szerzője († 1797)
- 1781 – Bernard Bolzano cseh matematikus, filozófus († 1848)
- 1825 – Xántus János magyar író, természetkutató, néprajztudós († 1894)
- 1829 – Chester A. Arthur az Amerikai Egyesült Államok 21. elnöke, hivatalban 1881–1885-ig († 1886)
- 1851 – Ditrói Mór magyar színész, rendező, a Vígszínház első igazgatója († 1945)
- 1864 – Louis Lumière francia kémikus, a filmművészet és a filmgyártás úttörője († 1948)
- 1882 – Robert Goddard amerikai fizikus, feltaláló, ő építette meg a világ első folyékony hajtóanyagot használó rakétáját († 1945)
- 1887 – René Cassin Nobel-békedíjas francia jogász, politikus († 1976)
- 1892 – Kázmér Ernő magyar esszéíró, kritikus († 1941)
- 1900 – Kumorovitz L. Bernát történész, levéltáros, az MTA tagja, a magyarországi pecséttani kutatások kiemelkedő alakja († 1992)
- 1902 – Ray Kroc amerikai vállalkozó, a McDonald's Corporation alapítója  († 1984)
- 1912 – Ferdinandy Mihály magyar író († 1993)
- 1915 – Nemes Katalin zongoraművész és -tanár (†  1991)
- 1917 – Szabó Magda Kossuth-díjas magyar írónő († 2007)
- 1922 – José Froilán González argentin autóversenyző († 2013)
- 1924 – Gyarmati Olga magyar atléta, olimpiai bajnok († 2013)
- 1926 – Iványi József Jászai Mari-díjas magyar színész, érdemes művész (†  1979)
- 1926 – Szitás György magyar grafikus és képregényrajzoló († 2000)
- 1930 – Pavel Popovics szovjet űrhajós († 2009)
- 1933 – Gergely Ágnes Kossuth-díjas magyar író, költő, műfordító
- 1936 – Václav Havel cseh író, Csehszlovákia, majd Csehország elnöke († 2011)
- 1938 – Kenyeres Gábor magyar filmrendező, operatőr († 2000)
- 1939 – Marie Laforêt (sz. Maïtèna Marie Brigitte Doumenach) francia énekesnő, színésznő († 2019)
- 1939 – Carmen Salinas mexikói színésznő († 2021)
- 1943 – Steve Miller amerikai zenész, zenekarvezető
- 1943 – Inna Mihajlovna Csurikova orosz színésznő († 2023)
- 1944 – Csiki László magyar író, költő, műfordító († 2008)
- 1945 – Várhegyi Teréz magyar színésznő († 2011)
- 1947 – Brian Johnson ausztrál zenész, az „AC/DC” együttes énekese
- 1949 – Klaus Ludwig német autóversenyző
- 1950 – Szabados Zsuzsa magyar színésznő
- 1951 – Bob Geldof ír popzenész, színész
- 1951 – Karen Allen amerikai színésznő
- 1952 – Vanderlei Luxemburgo brazil labdarúgóedző
- 1952 – Emomali Rahmon, tádzsik politikus, Tádzsikisztán elnöke
- 1953 – Bukszár Márta magyar színésznő, énekművész
- 1953 – Gallai Péter magyar rockzenész († 2019)
- 1954 – Csintalan Sándor politikus, televíziós műsorvezető
- 1958 – Gedai Mária magyar színésznő
- 1961 – Irina Metlickaja szovjet–orosz színésznő († 1997)
- 1962 – Michael Andretti (Michael Mario Andretti) amerikai autóversenyző
- 1965 – Mario Lemieux amerikai jégkorongozó
- 1975 – Kate Winslet angol színésznő
- 1982 – Francisco Bosch spanyol táncos és színész
- 1983 – Fándly Csaba magyar színész
- 1983 – Ficza István magyar színész
- 1983 – Jesse Eisenberg amerikai színész
- 1984 – Nathalie Kelley perui, ausztrál színésznő
- 1984 – Alekszandr Vorobjev ukrán tornász
- 1984 – Terrence Haynes barbadosi úszó
- 1987 – Jean Basson dél-afrikai úszó
- 1987 – Maxim Shipov izraeli műkorcsolyázó
- 1988 – Bobby Edner amerikai színész
- 1988 – Mickey Renaud kanadai jégkorongozó († 2008)
- 1991 – Arthur Pic francia autóversenyző
- 1992 – Kevin Magnussen dán autóversenyző
- 2003 – Eden Golan, orosz-izraeli énekesnő

## Halálozások
- 919 – Szent Attila spanyol püspök (* 850 körül)
- 1285 – III. (Merész) Fülöp francia király (* 1245)
- 1763 – III. Ágost lengyel király[3]
- 1777 – Segner János András magyar természettudós, matematikus, orvos, fizikus, egyetemi tanár (* 1704)
- 1791 – Grigorij Alekszandrovics Patyomkin (Potemkin) herceg, orosz diplomata, II. (Nagy) Katalin cárnő kegyence (* 1739)
- 1836 –  Oreszt Adamovics Kiprenszkij festőművész. (* 1782)
- 1855 – Petényi Salamon János természettudós, zoológus, a magyar ornitológia és állatvédelem úttörője (* 1799)
- 1864 – Madách Imre magyar író, költő, drámaíró, ügyvéd, politikus (* 1823)
- 1880 – Jacques Offenbach német születésű francia zeneszerző (* 1819)
- 1926 – Jászai Mari magyar színésznő (* 1850)
- 1938 – Marian Zdziechowski lengyel filozófus, nyelvész és művészettörténész (* 1861)
- 1946 – Gróf Bethlen István magyar miniszterelnök (* 1874)
- 1955 – Tevan Andor magyar könyvkiadó, nyomdatulajdonos (* 1889)
- 1976 – Lars Onsager norvég származású, Nobel-díjas amerikai kémikus (* 1903)
- 1987 – Vass Károly Jászai Mari-díjas magyar rendező, színházigazgató (* 1921)
- 2001 – Székely Zoltán magyar hegedűművész, zeneszerző (* 1903)
- 2003 – Neil Postman amerikai író, média teoretikus és esztéta (* 1931)
- 2011 – Steve Jobs amerikai informatikus, az Apple cég alapítója (* 1955)
- 2012 – Claude Pinoteau francia filmrendező (Házibuli, A párizsi diáklány) (* 1925)
- 2014 – Jurij Petrovics Ljubimov világhírű orosz színész, rendező, a Taganka Színház alapító-igazgatója (* 1917)
- 2015 – Henning Mankell svéd színházi rendező és író (* 1948)
- 2016 – Körmendi Vilmos EMeRTon-díjas magyar zeneszerző, karmester, zenei rendező (* 1931)
- 2021 – Sárvári Győző magyar színész (* 1954)
- 2023 – Miskolczy Ambrus Széchenyi-díjas magyar történész (* 1947)

## Nemzeti ünnepek, emléknapok, világnapok
- Raoul Wallenberg világnap (1989 óta)
- Portugália: A köztársaság 1910-es kikiáltásának ünnepnapja (Implantação da República)
- Pedagógus jogok világnapja, World Teachers' Day (Tanárok Világnapja, az UNESCO kezdeményezésére, 1994 óta)
- Szent Attila spanyol püspök emléknapja